# Harl (Putz)

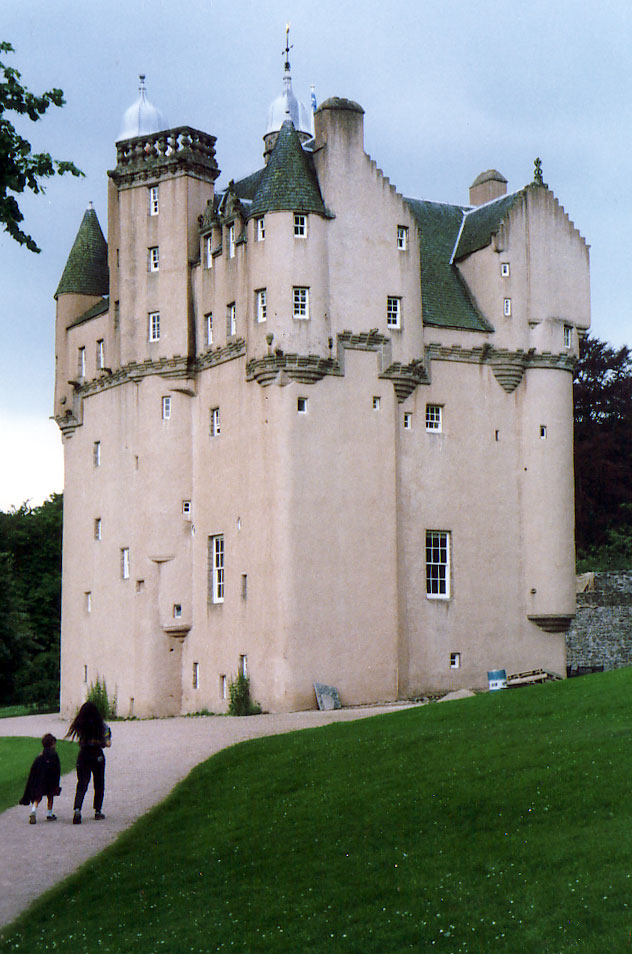
Mit Harl verputzte Fassade von Craigievar Castle

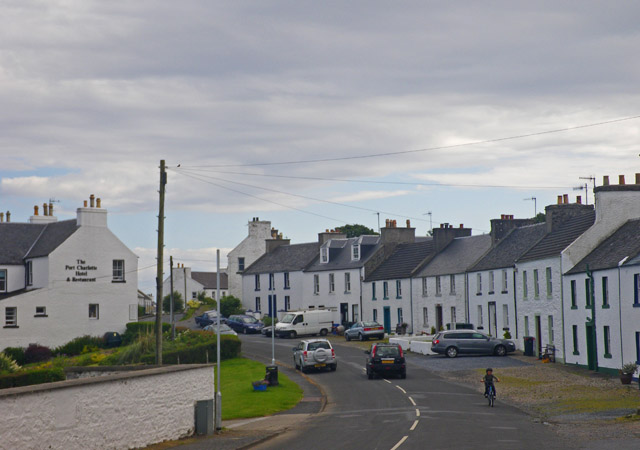
Großteils mit Harl verputzte Fassaden in Port Charlotte

Harl ist ein spezieller Rauputz, der traditionell in den westlichen Gebieten Schottlands und Nordenglands als Außenputz verwendet wird. Er weist eine sehr hohe Wetterbeständigkeit auf und ist gut an die klimatisch feuchten Bedingungen in diesen Regionen angepasst. Meist wird er an alleinstehenden Gebäuden oder exponierten Fassadenflächen aufgebracht. Auf Grund seiner großen Oberfläche weisen Harl-verputzte Fassaden hohe Verdunstungsraten auf und vermeiden somit die Rissbildung infolge von Feuchtigkeit.
Harl ist ein Kalkputz, in den kleine Kieselsteine eingebracht sind. Zum Verputzen einer Fläche mit Harl wird zunächst eine Schicht auf das Mauerwerk aufgebracht. Mittels einer speziellen Vorrichtung wird dann der Sand auf diese Schicht geworfen, sodass die Steine ein Stück weit in die Putzfläche einsinken und eine Verbindung hergestellt wird. Harl wird in der Regel in einer Schichtdicke von bis zu 2,5 cm aufgebracht. Die Sandsteinchen erzeugen hierbei eine raue Oberfläche, welche nicht nur zierend wirkt, sondern auch die Geschwindigkeit an der Fassade herablaufenden Regens vermindert und somit die Verwitterung reduziert. Außerdem erlaubt er das Ausgleichen von Unregelmäßigkeiten von Bruchsteinwänden. Harl kann vor der Verwendung mit Pigmenten eingefärbt werden. Zur optischen Harmonisierung mit Zierelementen aus rotem Sandstein wird eine schwache Rosafärbung durch Beimengung von Sandsteinstäuben erzeugt, während bräunliche Farben durch Versatz mit Gülle erzielt werden.
Insbesondere auf den Hebriden wurde Harl häufig als Außenputz verwendet. So sind beispielsweise alle aus dem 19. Jahrhundert stammenden Gebäude entlang der Hauptstraße von Port Charlotte mit Harl verputzt. Auch an den Fassaden zahlreicher historischer Schlösser, Herrensitze und Landhäuser wurde die Harling-Technik angewandt.